# Денвер Бронкос
«Де́нвер Бро́нкос» (англ. Denver Broncos від англ. Bronc — необ'їжджений кінь) — заснована у 1960 професійна команда з американського футболу, яка базується в місті Денвер в штаті Колорадо. Команда є членом Західного дивізіону, Американської футбольної конференції, Національної футбольної ліги.
Домашнім полем для «Бронкос» є Інвеско Філд на Майл Гай.
До вступу до Національної футбольної ліги в 1969
«Денвер Бронкос» входили до Американської футбольної ліги.
«Бронкос» вигравали Супербол (чемпіонат НФЛ) (англ. AFC-NFC Super Bowl) у 1997, 1998 та 2015 роках.